# 科姆索莫利斯基峰
科姆索莫利斯基峰（英語：Komsomol'skiy Peak）是南極洲的山峰，位於麥克羅伯特森地，處於孟席斯山東南面240公里，在1958年12月7日由蘇聯飛機發現，現時由南極條約體系管理。